# Bob Jane
Robert "Bob" Jane, född 18 december 1929 i Brunswick i Melbourne, död 28 september 2018 i Melbourne, var en australisk racerförare och entreprenör.

## Racingkarriär
Jane vann ATCC 1962 på Longford och 1963 på Mallala Motorsport Park. Den enskilda deltävluinge blev en serie från och med 1969 och Jane vann serien både 1971 och 1972, samt blev trea i 1970. Efter karriären startade han däcksföretaget Bob Jane T-marts. Han vann Australiens finaste endurancerace, det som skulle bli Bathurst 1000.